# European Heart Journal
European Heart Journal (Європейський кардіологічний журнал) — це рецензований медичний кардіологічний науковий журнал, який щотижня видає Oxford University Press від імені Європейського товариства кардіологів, з 1980 року.
У 2022 році журнал мав імпакт-фактор 39,3, що дозволило йому стати одним із найрейтинговіших журналів у галузі кардіології.

## Огляд
European Heart Journal публікує як клінічні, так і наукові статті з усіх аспектів серцево-судинної медицини. Він містить статті, пов'язані з результатами досліджень, технічними оцінками та оглядами. Крім того, журнал містить огляди літератури, клінічні перспективи, подкасти та редакційні статті про останні розробки в кардіології, а також заохочує листування своїх читачів. Іншим важливим аспектом журналу є Клінічні практичні рекомендації ESC, які охоплюють усі галузі кардіології.

## Редакційна колегія
Головний редактор — Філіппо Креа (Університетська клініка Агостіно Джемеллі).

## Спеціальні журнали
Крім European Heart Journal, Oxford University Press видає кілька інших спеціалізованих журналів від імені Європейського товариства кардіологів, кожен з яких присвячений певній субдисципліні кардіології. Це:
- European Heart Journal: Acute Cardiovascular Care
- European Heart Journal: Cardiovascular Pharmacotherapy
- European Heart Journal: Cardiovascular Imaging[en]
- European Heart Journal: Case Reports
- European Heart Journal: Quality of Care & Clinical Outcomes